# Renato Chiantoni
Renato Chiantoni (19 de abril de 1906 - 24 de diciembre de 1979) fue un actor italiano. Apareció en 100 películas entre 1937 y 1978.
Nacido en Brescia, hijo del actor de teatro Amedeo, Chiantoni debutó en el escenario participando en varias compañías de teatro y revistas . Más tarde estuvo activo como actor de dramas de radio. Muy activo en el cine como actor de personajes desde la década de 1930, después de la Segunda Guerra Mundial, Chiantoni también trabajó como director de producción y director de documentales.